# 小唇淵眼魚
小唇淵眼魚，為黑頭魚科的其中一種，為深海魚類，分布於全球三大洋海域，棲息深度2500-5850公尺，體長可達40公分，棲息在中層水域，生活習性不明。

## 扩展阅读
維基物種上的相關：小唇淵眼魚